# Hitch, expert en séduction
Pour plus de détails, voir Fiche technique et Distribution.
Hitch, expert en séduction, ou Hitch au Québec (Hitch) est une comédie romantique américaine réalisée par Andy Tennant sortie en 2005, avec pour acteurs principaux Will Smith et Eva Mendes, ayant pour cadre la ville de New York et sa vie active trépidante, tant professionnelle que sentimentale.

## Synopsis
Alex Hitchens (Will Smith), surnommé Hitch, travaille à son compte en exerçant la profession très particulière de Docteur Love, une sorte de coach très efficace pour les hommes timides ou malchanceux avec la gent féminine. Son métier lui vaut un succès certain. Connaissant tout ce qu'il y a à savoir sur les femmes, il prodigue de précieux conseils à ses clients, souvent aidés par de précieuses informations sur l'élue de leur cœur. Son prochain défi : aider l'obscur et maladroit comptable Albert Brennamann (Kevin James) à conquérir la riche et inaccessible héritière Allegra Cole (Amber Valletta). Après l'avoir rencontré, Hitch comprend qu'Albert est profondément amoureux de l'élue de son cœur, et décide de l'aider. Dans un premier temps, il lui conseille de faire en sorte qu'Allegra le remarque, en la choquant et en l'impressionnant lors d'une réunion entre l'héritière et son équipe de consultants financiers (dont Albert fait partie). Bien qu'il ait démissionné dans le feu de l'action, Albert parvient à décrocher un rendez-vous.
De son côté, Sara Melas (Eva Mendes) est une journaliste qui a renoncé aux relations de couple, préférant se consacrer entièrement à son travail. Hitch la rencontre dans un bar, mais ayant pressenti sa vision des choses, feint de ne pas être intéressé et repart. Il parvient toutefois à la recontacter et lui propose une excursion en jet-ski, jusqu'à Ellis Island. Le rendez-vous est toutefois un fiasco : non seulement Hitch fait malencontreusement tomber Sara dans l'eau glacée de l'Hudson, mais en plus, il lui montre un registre des immigrants qui sont passés par Ellis Island, qui comporte le nom de son arrière-arrière-grand-père. Il s'avère que cet homme était en réalité un tueur avec qui la famille de Sara avait coupé les ponts. Hitch s'excuse, mais Sara ressort charmée de cette rencontre.
Hitch s'occupe ensuite du premier rendez-vous d'Albert. Il lui suggère de participer à une soirée de créateurs artistiques, en invitant une amie designer d'Allegra (qui est en fait un ami). Le rendez-vous se passe bien, mais le lendemain, Sara apprend qu'elle a manqué l'occasion de voir Allegra à la soirée, et que c'est Hitch qui a fait en sorte qu'Albert et Allegra soient invités. Elle lui propose alors un autre rendez-vous, espérant lui tirer les vers du nez sur le lien qu'il pourrait avoir avec le couple. Mais au cours de la soirée, Hitch consomme une coquille Saint-Jacques, auxquelles il est allergique, ce qui coupe court au diner et oblige Sara à emmener Hitch chez elle. Un peu avant qu'il s'endorme, Sara confie à Hitch la raison de sa méfiance à l'encontre des hommes : lorsqu'elle était enfant, sa sœur a failli mourir après être passée à travers la glace. Cet évènement a marqué Sara, qui préfère depuis ne pas s'engager pour ne plus souffrir. Sara et Hitch s'embrassent toutefois le lendemain, avant de prendre congé. Albert et Allegra font de même après leur deuxième rendez-vous.
Entretemps, Sara retrouve son amie Casey Sedgewick, une célibataire malheureuse en amour, qui lui apprend qu'elle a été bafouée par un dénommé Vance Munson, un courtier en bourse peu scrupuleux qui ne la désirait que pour un coup d'un soir. Casey affirme qu'il a un lien avec le Docteur Love. Quand Sara va pour confronter Vance, ce dernier lui donne une carte avec un numéro de téléphone.
Le jour suivant, Sara utilise le numéro de téléphone pour piéger le Docteur Love, qui se révèle être Hitch. Elle se fâche contre lui, lui faisant comprendre qu'elle considère que son métier est malhonnête (pour elle, les hommes qui séduisent des femmes grâce à lui ont en quelque sorte triché et n'ont pas été honnêtes) et que, par extension, la relation entre Albert et Allegra est également malhonnête. Elle dévoile son identité au grand jour (il travaillait jusque-là de façon plus ou moins anonyme), ce qui met une grande partie des clients de Hitch dans l'embarras, et lui-même doit mettre la clé sous la porte. Même s'il est excédé par la situation, il va tout de même s'expliquer avec Sara alors qu'elle participe à du speed-dating avec Casey, et lui explique que son métier n'est en rien une tromperie, mais un moyen de favoriser les chances des hommes les plus maladroits. Quand Hitch comprend que le principal grief contre lui repose sur les agissements de Vance Munson, il révèle que le courtier est un porc qui lui a été recommandé mais avec qui il a refusé de travailler, et que c'est précisément pour aider l'opposé de ce genre d'homme qu'il faisait son travail. 
Comprenant qu'elle a fait une erreur, Sara tente de renouer avec Hitch, mais ce dernier ne veut plus la voir. Il tente toutefois d'arranger les choses entre Albert et Allegra, et comprend que sa vision de la séduction était quelque peu faussée, car Albert a en réalité suivi ses conseils à moitié, restant maladroit, ce qui n'a pas empêché Allegra de tomber amoureuse de lui. Hitch parvient ensuite à reconquérir Sara.
Le film se termine par le mariage d'Allegra et Albert, tandis que Hitch parvient à trouver un prétendant à Casey.

## Fiche technique
- Titre : Hitch, expert en séduction
- Titre original et québécois : Hitch
- Réalisation : Andy Tennant
- Scénario : Kevin Bisch
- Production : James Lassiter et Teddy Zee
- Société de production : Columbia Pictures et Overbrook Entertainment
- Budget : 70 millions de dollars
- Musique : George Fenton
- Photographie : Andrew Dunn
- Montage : Troy Takaki
- Décors : Jane Musky
- Pays d'origine : États-Unis
- Format : Couleurs - 2,35:1 - Dolby Digital - 35 mm
- Genre : Comédie romantique
- Durée : 118 minutes
- Dates de sortie :
  - États-Unis : 11 février 2005
  - France : 16 mars 2005

## Distribution
- Will Smith (V. F. : Greg Germain ; V. Q.  : Pierre Auger) : Alex « Hitch » Hitchens
- Eva Mendes (V. F. : Julie Dumas ; V. Q. : Isabelle Leyrolles) : Sara Melas
- Kevin James (V. F. : Bertrand Liebert ; V. Q. : François L'Écuyer) : Albert Brennaman
- Amber Valletta (V. F. : Laura Préjean ; V. Q. : Viviane Pacal) : Allegra Cole
- Julie Ann Emery (V. F. : Chloé Berthier ; V. Q. : Catherine Bonneau) : Casey Sedgewick
- Adam Arkin (V. F. : Pierre-François Pistorio ; V. Q. : Luis de Cespedes) : Max
- Robinne Lee (V. F. : Annie Milon ; V. Q. : Catherine Hamann) : Cressida Baylor
- Nathan Lee Graham (V. F. : Pierre Tessier ; V. Q. : Jacques Lussier) : Geoff
- Michael Rapaport (V. F. : Olivier Jankovic ; V. Q. : Tristan Harvey) : Ben
- Jeffrey Donovan (V. F. : Arnaud Arbessier) : Vance Munson
- Paula Patton : Mandy
- Philip Bosco (V. F. : Claude Brosset) : M. O'Brian
- Kevin Sussman (V. F. : Alexandre Gillet) : Neil
- Navia Nguyen : Mika
- Matt Malloy : Pete
- Maria Thayer : Lisa
- Ato Essandoh : Tanis
- Nayokah Afflack : Stéphanie
- Jack Hartnett (V. F. : Damien Boisseau) : Tom Reda
- David Wike (V. F. : Laurent Natrella) : Chip
- Frederick B. Owens (V. F. : Saïd Amadis) : Larry
- Jenna Stern (V. F. : Françoise Vallon) : Louise
- Austin Lysy : Magnus Forrester / « Maggie »
- Ptolemy Slocum (V. F. : Axel Kiener) : Ron
- Matt Servitto : Eddie
- Amy Hohn : Marla
- Mimi Rogers Weddell (V. F. : Monique Martial) : la grand-mère de Charles Wellington
- Maulik Pancholy : Raoul
- Mercedes Renard : Maria Melas Reda
- Jose Llana : Ross
- Ryan Cross (V. F. : Marc Saez) : Charles Wellington
- Tobias Truvillion (V. F. : Günther Germain) : Kurt
- Jeffrey Carlson (V. F. : Axel Kiener) : Egon
- Henry Haile : Zak
- Rain Phoenix : Kate
- Adam LeFevre : l'amateur de speed dating no 1
- Joe Lo Truglio : l'amateur de speed dating no 2
- Niels Koizumi : le sous-chef
- Remy Selma : le vendeur de journaux
- Beau Sia : le caissier
- Mika Nishida : l'esthéticienne
- Trevor Oswalt : le livreur
- Darrell Foster (V. F. : Dominik Bernard) : le barman

- Version française
  - Société de doublage : Dôme Productions
  - Direction artistique : Philippe Carbonnier
  - Adaptation des dialogues : Bob Yangasa

Source et légende : Version Française = V. F. et Version Québécoise = V. Q.

## Autour du film
- Allegra Cole est une référence à Allegra Coleman (en), une célébrité inventée par le magazine Esquire à qui Ali Larter avait prêté ses traits.
- À l'origine Last First Kiss[3] (le dernier premier baiser) avait été envisagé comme titre du film (à un moment dans le film, Hitch dit à Albert qu'Allegra pourrait lui donner son dernier premier baiser).
- Le prénom de la première fiancée de Hitch, Cressida, est une référence à une figure imaginaire de la Guerre de Troie inventée au Moyen Âge, que l'on retrouve dans Troïlus et Cressida de Shakespeare.
- La caserne de pompiers apparaissant au début du film est la Firehouse, Hook & Ladder Company 8. Elle a été immortalisée dans SOS Fantômes.